# حلقه نیبلونگ
حلقه نیبلونگ یک اپرای چهار قسمتی از ریچارد واگنر است که متن اپرا، موسیقی و نمایشنامه آن اثر واگنر می‌باشد. این اثر واگنر که او بین سال‌های ۱۸۴۸ الی ۱۸۷۴ بر روی آن کار کرده‌است، با زمان اجرای حدوداً ۱۶ ساعت (در چهار روز)، ارکستر بیش از ۱۰۰ نوازنده (از جمله ۶ هارپ و ۴ تنور و توبا باس که به سفارش واگنر ساخته شد) و ۳۴ تن از نوازندگان (به علاوه گروه خوانندگان کر زن و مرد) از بزرگ‌ترین آثار هنری موسیقی است. اولین بار تحت هدایت واگنر و به رهبری ارکستر هانس ریشتر به‌طور کامل در اوت ۱۸۷۶ در تالار اپرای بایرویت آلمان اجرا شد. این کار «سه‌گانه» نیز نامیده می‌شود، زیرا برخی تنها سه روز جشن را محاسبه کرده و روز اول را به عنوان مقدمه در نظر می‌گیرند.
این اثر از چهار قسمت ذیل تشکیل شده‌است:
- طلای راین
- دی والکوری
- زیگفرید
- غروب خدایان

سازبندی اپراهای حلقۀ نیبلونگ بسیار بزرگ است و طول اجرای مجموع آن‌ها بیش از پانزده ساعت است. موسیقی واگنر در این اپراها نیز پیچیده و پر از نوآوری‌ها در عرصه‌های مختلف آهنگسازی است.
واگنر برای اجرای این اپراها خواستار تالار ویژه‌ای شده بود و با کمک اشراف آلمان و پادشاه باواریا بالاخره چنین تالاری را در شهر بایرویت آلمان بنا کرد و نخستین اجرای کامل دوره اپراهای حلقه نیبلونگ در بایرویت انجام شد.

## سازبندی
واگنر ارکستر بسیار بزرگی را برای اجرای این قطعه در نظر گرفت که مشخص شده بود چه تعداد ساز باید هر بخش را اجرا کنند. در بخش سازهای زهی از ۱۶ ویلن اول، ۱۶ ویلن دوم، ۱۲ ویولا، ۱۲ ویولن‌سل و ۱۲ کنترباس استفاده شده‌است. سازهای بادی چوبی آن شامل ۳ فلوت، ۱ پیکولو، ۱ کرآنگله، ۳ کلارینت، ۳ ابوا، ۱ کلارینت باس و ۳ باسون می‌شوند. بخش سازهای بادی برنجی این قطعه دربردارنده ۸ هورن، ۳ ترومپت، ۱ ترومپت باس، ۳ ترومبون، ۱ ترومبون کنتر باس و یک توبا. سازهای کوبه‌ای نیز شامل دو جفت تیمپانی، یک مثلث، یک جفت سنج، یک درام و یک ناقوس هستند. همچنین ۶ چنگ این ارکستر را کامل می‌کنند.